# Август Карл фон Гебен
Август Карл Фрідріх Крістіан фон Гебен (нім. August Karl Friedrich Christian von Goeben; 10 грудня 1816, Штаде — 13 листопада 1880, Кобленц) — прусський воєначальник, генерал піхоти (26 липня 1870).

## Біографія
Вступив в 1833 році в 24-й піхотний полк, де проявив повну нездатність до засвоєння тодішньої військової муштри. Жага істинної військової діяльності спонукала його звільнитись через 3 роки і запропонувати свої послуги Дону Карлосу в його боротьбі за іспанську корону. Зарахований молодшим лейтенантом в головний штаб карлістських військ, Гебен проявив неабияку хоробрість. Двічі важко поранений, він потрапляв в полон і довгі місяці провів в ув'язненні. Вперше йому вдалося втекти з полону, вдруге був обміняний. Коли Дон Карлос відмовився від своїх претензій на трон, Гебен, позбавлений будь-яких засобів, повернувся в Німеччину.
Там він видав свої спогади: «Чотири роки в Іспанії», чим звернув на себе увагу і був зарахований в прусський Генеральний штаб. Зав'язавши тут близькі стосунки з Мольтке, в баварському поході 1849 роки він мав нагоду розширити свої військові пізнання та здобув повагу принца Фрідріха-Карла.
У 1859 році полк Гебена з іспанськими військами бився в Марокко, про що він також видав свої спогади.

### Друга війна за Шлезвіг
У 1863 році Гебен був призначений командиром 26-ї піхотної бригади і в 1864 році, під час війни з Данією, своєю мужністю знову звернув на себе увагу принца Фрідріха-Карла, своїм бойовим кличем: «Гебен — вперед!».

### Австро-прусська війна
Під час австро-прусської війні Гебен командував 13-ю піхотною дивізією і в ряді рішучих боїв розбив по черзі: баварців при Кіссінгені — 10 липня, гессенців і австрійців при Ашаффенбурзі — 14 липня, вюртембергців і австрійців біля Бішофсгайма, баденців біля Гохгаузена і Вербаха — 24 липня, і ,нарешті, 8-й корпус союзників при Герсгаймі — 25 липня. З приводу цих перемог Мольтке писав Гебену: «13-а дивізія під Вашим командуванням прийняла таку істотну участь в успіхах на південно-німецькому театрі, що вітчизняна і військова історія будуть говорити про нього.»

### Французько-прусська війна
З початком франко-пруської війни з 18 липня 1870 командував 8-м армійським корпусом, що входив до складу 1-ї армії. Коли 6 серпня генерал Георг фон Камеко атакував французів при Шпіхерні, він опинився в дуже скрутному становищі. Гебен першим надав йому допомогу, направивши війська на правий фланг противника і прийнявши на себе, як старший за званням, загальне керівництвом боєм. За сприяння 3-го корпусу генерала Альвенслебена він здобув блискучу перемогу.
Корпус Гебена брав участь в битві при Марс-ла-Тур. У битві при Гравелоті 18 серпня, успішно, хоча і з великими втратами, відбивав масові атаки французів.
Після здачі армії Базена в Меці, корпус Гебена разом з 1-м корпусом рушив до Ам'єна, де командувач 1-ю армією генерал Едвін фон Мантойффель прийняв за порадою Гебена нерівний бій, що закінчився перемогою пруссаків. Коли ж обставини змусили Мантойффеля з 1-м корпусом відійти на Руан, Гебен отримав командування над військами біля Сомми, частина яких вела облогу фортеці Перон. На її звільнення поспішав генерал Луї Федерб. 3 січня 1871 року розігрався бій при Бапі. Гебен зібрав всі війська, які міг, взявши навіть частину з тих, що вели облогу, щоб протиставити їх наступаючому переважаючому противнику. Гебен писав пізніше, що «не обманював себе щодо страшної труднощі цього бою». Французам вдалося взяти позиції перед Бапом, але саме місто Гебен відстояв. Вважаючи неможливим витримати новий натиск, Гебен збирався відступити на інший берег Сомми, але раніше нього це зробили французи.
8 січня Гебен був призначений командувачем 1-ю армією. Коли проявився новий намір Федерба перейти в наступ, Гебен, розуміючи своє завдання в тому сенсі, що він не тільки прикриває армію, яка обложила Париж, але і її залізничне сполучення з Німеччиною, з разючою майстерністю зосередив свою армію увечері 18 січня на захід і південь від зайнятого ворогом центрального пункту Сент-Квентін і 19 січня перейшов у наступ, який увінчався успіхом після того, як Гебен ввів в бій свій останній резерв.
Після розпуску 1-ї армії був призначений командиром 2-го рейнського піхотного полку № 28. Пізніше отримав під командування прусський 8-й армійський корпус, розміщений в Кобленці.

## Нагороди
- Орден Святого Фердинанда, лицарський хрест (Іспанія)
- Орден Ізабелли Католички, лицарський хрест (Іспанія)
- Хрест «За вислугу років» (Пруссія)
- Орден «За військові заслуги» (Вюртемберг), великий хрест
- Військовий орден Святого Генріха, командорський хрест 1-го класу
- Pour le Mérite (1864)
- Залізний хрест 2-го і 1-го класу
- Орден Святого Георгія (Російська імперія)
  - 4-го ступеня (27 грудня 1870)
  - 3-го ступеня (№528; 5 квітня 1873)
- Великий хрест Залізного хреста (22 березня 1871) — за перемогу при Сент-Квентіні.
- Орден Леопольда (Австрія), великий хрест
- Королівський орден дому Гогенцоллернів, великий командорський хрест з ланцюгом
- Орден Чорного орла (4 липня 1875)
- Орден Червоного орла численних класів, включаючи великий хрест
- Почесний громадянин міста Мінден

## Вшанування пам'яті
На честь Гебена були названі численні вулиці, лінійний крейсер SMS Goeben і казарма бундесверу.